# Вишневе (Вишнівська селищна громада)
Вишне́ве — селище Кам'янського району Дніпропетровської області. Адміністративний центр Вишнівської селищної громади. Населення становить 2559 осіб.

## Географічне розташування
Селище міського типу Вишневе розкинулося на лівому березі річки Лозуватка, вище за течією на відстані 1,5 км розташоване село Лозуватка, нижче за течією на відстані 4,5 км розташоване село Іванівка, на протилежному березі — село Терно-Лозуватка. Селищем протікає пересихаючий струмок з великою загатою. Поруч проходить залізниця, станція Ерастівка.

## Назва
За ім'ям колишнього власника, поміщика Ераста Бродського раніше мало назву Ерастівка.

## Історія
У 1899 році з ініціативи Е. К. Бродського була відкрита Верхньодніпровська нижча сільськогосподарська школа І розряду (нинішній Ерастівський фаховий коледж імені Е. К. Бродського). Дозвіл на відкриття Ераст Костянтинович отримав від Миколи II в 1895 році. Для навчального закладу Бродський виділив 40 десятин власній землі і фінансував будівництво навчального корпусу з пансіоном для проживання учнів. Протягом 8 років він утримував цю школу на власні кошти.

У збірнику відомостей по сільськогосподарському освіти за 1905 так описується цей факт: 
 «Верхньодніпровська сільськогосподарська школа заснована в пам'ять одруження Їх Імператорської Величності Миколи Олександровича і Государині Імператриці Олександри Федорівни, Катеринославського губернського земства на ділянці землі 40 десятин, подарованому Радником Ерастом Костянтиновичем Бродським при селі Комісарівка Верхньодніпровського повіту. Найближчі пункти: з.д. станція Ерастівка за 2 версти, поштово-телеграфна станція з лікарським пунктом в с. Саксагань за 12 верст, пароплавна пристань у м Верхньодніпровськ за 55 верст, губернське м. Катеринослав за 92-х версти. Школа відкрита 7 листопада 1899 року». 
У 1916 році в Верхньодніпровську сільськогосподарську школу вступив на навчання Дмитро Федорченко-Тихий (1901-1984), згодом активний учасник повстанського руху на Криворіжжі. У школі діяли підпільні учнівські гуртки, які мали на меті поширювати позашкільну освіту в революційному дусі. Найменшим був гурток «Інтернаціонал», до якого входив і Дмитро Федорченко  на чолі з Янчуком, Клименком і Друзенком і об'єднувався навколо Катеринославської газети «Звезда».
1957 — присвоєно статус селище міського типу.
1961 — Ерастівка перейменована на Вишневе.

## Населення
Мова
Розподіл населення за рідною мовою за даними перепису 2001 року:
| Мова            | Відсоток |
| --------------- | -------- |
| українська      | 93,9 %   |
| російська       | 5,9 %    |
| інші/не вказали | 0,2 %    |

## Персоналії
- Мироненко Віктор Миколайович (1989—2015) — український військовик, солдат Збройних сил України, учасник російсько-української війни.
- Рященко Іван Вікторович (1983—2018) — український військовик, молодший сержант Збройних сил України, учасник російсько-української війни.
- Саранча Максим Ростиславович (1988-2015) — український військовик, солдат Збройних сил України, учасник російсько-української війни.

## Підприємства
- Ерастівська дослідна станція Інституту зернового господарства Національної академії аграрних наук України.
- Ерастівський щебеневий завод.
  - Ерастівський гранітний кар'єр.

## Об'єкти соціальної сфери
- Школа.
- 2 Дитячі садочки.
- Ерастівський фаховий коледж імені Е. К. Бродського Дніпровського державного аграрно-економічного університету.
- Лікарня.
- Фельдшерський пункт.
- Будинок культури.
- Публічна селищна бібліотека — філія № 2 П'ятихатської ЦБС (завідувачка — Мироненко Олена Василівна)

## Пам'ятки
- В 1999 році в день 100-річного ювілею аграрного технікуму, перед головним корпусом був встановлене погруддя Е. К. Бродському.
- Біля Вишневого розташовані кургани кочівників XI—XIV століть.
- Ерастівський став — втрачена гідрологічна пам'ятка природи місцевого значення.